# Chauncey Depew

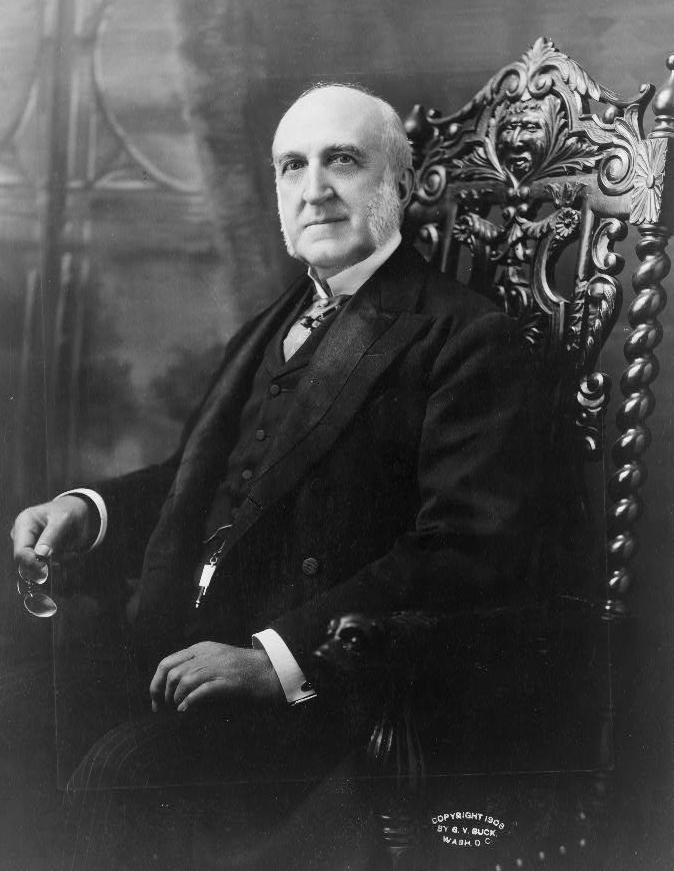
Chauncey Depew (um 1908)

Chauncey Mitchell Depew (* 23. April 1834 in Peekskill, Westchester County,  New York; † 5. April 1928 in New York City, New York) war ein US-amerikanischer Politiker und Unternehmer. Zwischen 1899 und 1911 vertrat er den Bundesstaat New York im US-Senat.

## Werdegang
Chauncey Depew, ein Urgroßneffe von US-Senator Roger Sherman (1721–1793),  besuchte zunächst private Schulen. Im Jahr 1852 absolvierte er die Peekskill Military Academy. Anschließend studierte er bis 1856 am Yale College. Nach einem anschließenden Jurastudium und seiner im Jahr 1858 erfolgten Zulassung als Rechtsanwalt begann er in Peekskill in seinem neuen Beruf zu arbeiten. Während des Amerikanischen Bürgerkriegs war er Oberst in der Militärjustiz der Union. Im Jahr 1865 wurde ihm der Posten des amerikanischen Botschafters in Japan angeboten. Er lehnte dieses Angebot aber ab. Ab 1866 war er als Anwalt vornehmlich für Eisenbahngesellschaften tätig. Er blieb im Eisenbahngeschäft und wurde schließlich Präsident der New York Central Hudson River Railroad Co. Dieses Amt bekleidete er zwischen 1885 und 1899. Später wurde er Vorstandsvorsitzender des gesamten Eisenbahnsystems um die Central Hudson River Railroad Co.
Politisch schloss sich Depew der Republikanischen Partei an. In den Jahren 1856 und 1860 unterstützte er deren Präsidentschaftskandidaten John C. Frémont bzw. Abraham Lincoln. Von 1861 bis 1862 saß er in der New York State Assembly und im Jahr 1863 bekleidete er das Amt des Secretary of State von New York. Im Jahr 1872 kandidierte er erfolglos für das Amt des Vizegouverneurs seines Staates und 1881 scheiterte seine erste Kandidatur für den US-Senat. 1888 strebte er, ebenso erfolglos, die Nominierung seiner Partei für die Präsidentschaftswahlen an. Bei den Wahlen des Jahres 1898 wurde Chauncey Depew als Kandidat seiner Partei von der New York State Assembly in den US-Senat gewählt, wo er am 4. März 1899 die Nachfolge von Edward Murphy antrat, den er bei der Wahl geschlagen hatte. Nach einer Wiederwahl konnte er bis zum 3. März 1911 zwei sechsjährige Amtszeiten absolvieren.  Zwischenzeitlich war er Vorsitzender des Ausschusses zur Überarbeitung der Bundesgesetze (Committee on Revision of the Laws of the United States) und er gehörte zeitweise dem Ausschuss für die pazifischen Inseln und Puerto Rico an. Im Jahr 1910 fand Depew in der Staatslegislative von New York bei einer dortigen Demokratischen Mehrheit keine ausreichende Unterstützung für eine Wiederwahl. Daher wurde der Demokrat James Aloysius O’Gorman zu seinem Nachfolger im Kongress bestimmt. (Das Wahlrecht für US-Senatoren wurde erst im Jahr 1913 mit dem 17. Verfassungszusatz bundesweit vereinheitlicht. Ab diesem Zeitpunkt wurde alle US-Senatoren, zumindest bei den regulären Wahlen, vom Volk gewählt).
Nach dem Ende seiner Zeit im Kongress setzte Chauncey Depew seine früheren Tätigkeiten fort. Er blieb weiterhin Präsident des New Yorker Eisenbahnsystems und gehörte vielen weiteren Organisationen und Vereinigungen an. Er galt als hervorragender Redner und war in dieser Kapazität sehr gefragt. Er hielt viele bedeutende Ansprachen, so unter anderem bei der Enthüllung der Freiheitsstatue. Bekannt war er auch durch die in seinen Reden verwendeten Aphorismen, etwa:

“Walking downstairs for breakfast is exercise enough for any gentleman.”

„Die Treppe zum Frühstück hinunter zu gehen, ist ausreichend Sport für jeden Gentleman.“

Chauncey Depew starb am 5. April 1928 im Alter von 94 Jahren.